# Большеалексеевский сельский округ
Большеалексеевский сельский округ — упразднённая административно-территориальная единица, существовавшая на территории Ступинского района Московской области в 1994—2006 годах.
Большеалексеевский сельсовет был образован в первые годы советской власти. По данным 1922 года он входил в состав Глебовской волости Коломенского уезда Московской губернии.
В 1923 году Большеалексеевский с/с был переименован в Малоалексеевский с/с.
27 октября 1925 года Большеалексеевский с/с был образован вновь путём выделения из Малоалексеевского с/с.
В 1926 году Большеалексеевский с/с включал сёла Большое Алексеевское и Василево, а также школу и совхоз.
В 1929 году Большеалексеевский с/с был отнесён к Малинскому району Коломенского округа Московской области. При этом к нему были присоединены Выселковский и Малоалексеевский с/с.
17 июля 1939 года к Большеалексеевскому с/с был присоединён Авдотьинский с/с (селения Авдотьино, Каменка, Малое Ивановское и Трудкоммуна), а также селения Васильево, Лаптево и Ярцево упразднённого Лаптевского с/с.
28 декабря 1951 года из Троице-Лобановского с/с в Большеалексеевский было передано селение Троицкое.
7 декабря 1957 года Малинский район был упразднён и Большеалексеевский с/с был передан в административное подчинение городу Ступино.
25 сентября 1958 года к Большеалексеевскому с/с были присоединены селения Мартыновское, Мясищево и Тютьково упразднённого Хонятинского с/с. Одновременно из Мещеринского с/с в Большеалексеевский были переданы селения Акатово, Беспятово, Благовское, Марьинка, Полукарпово и посёлок отделения № 2 племенного совхоза.
3 июня 1959 года Большеалексеевский с/с вошёл в новообразованный Ступинский район.
1 февраля 1963 года Ступинский район был упразднён и Большеалексеевский с/с вошёл в Ступинский сельский район. 11 января 1965 года Большеалексеевский с/с был возвращён в восстановленный Ступинский район.
3 февраля 1994 года Большеалексеевский с/с был преобразован в Большеалексеевский сельский округ.
7 октября 2002 года в Большеалексеевском с/о была образована деревня Радужная.
В ходе муниципальной реформы 2004—2005 годов Большеалексеевский сельский округ прекратил своё существование как муниципальная единица. При этом все его населённые пункты были переданы в сельское поселение Аксиньинское.
29 ноября 2006 года Большеалексеевский сельский округ исключён из учётных данных административно-территориальных и территориальных единиц Московской области.